# نیلندویل (تگزاس)
نیلندویل، تگزاس(به انگلیسی: Neylandville, Texas) شهری در ایالت تگزاس از ایالات جنوبی ایالات متحده آمریکا است. در سرشماری سال ۲۰۰۰، جمعیت این شهر ۵۶ نفر اعلام شد.